# Maranta burchellii
Maranta burchellii är en strimbladsväxtart som beskrevs av Karl Moritz Schumann. Maranta burchellii ingår i släktet Maranta och familjen strimbladsväxter. Inga underarter finns listade.